# Tytus Kwinkcjusz Cincinnatus
Tytus Kwinkcjusz Cincinnatus, Titus Quinctius Cincinnatus – rzymski konsul w roku 380 p.n.e., zwyciężył w wojnie Rzymu z Praeneste.